# Sainte-Foy-de-Peyrolières
Sainte-Foy-de-Peyrolières è un comune francese di 2 009 abitanti situato nel dipartimento dell'Alta Garonna nella regione dell'Occitania.

## Società

### Evoluzione demografica
Abitanti censiti